# Храм Святой Екатерины (Плака)
Храм Святой Екатерины (греч.  Ναός Αγίας Αικατερίνης) — православный византийский храм в Афинах, в районе Плака. Посвящен великомученице Екатерине. Основание храма датируется серединой XI века.

## История

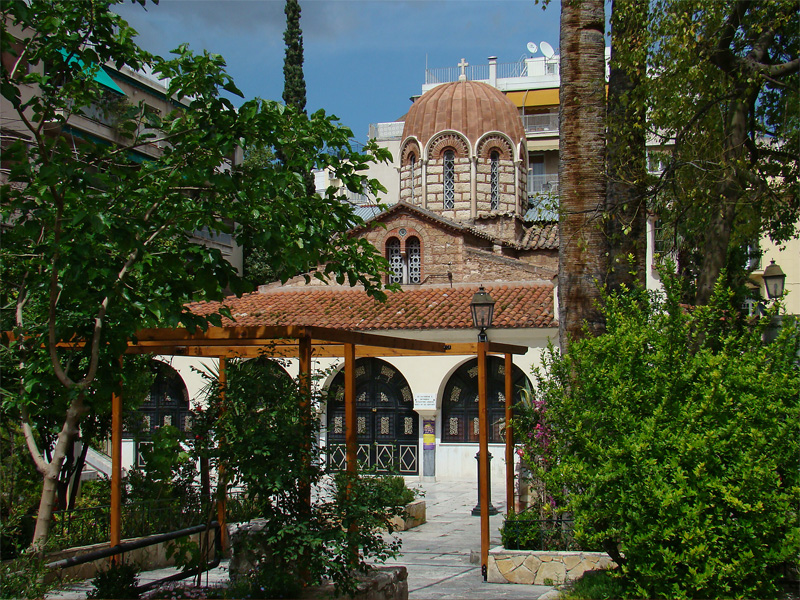
Храм Святой Екатерины

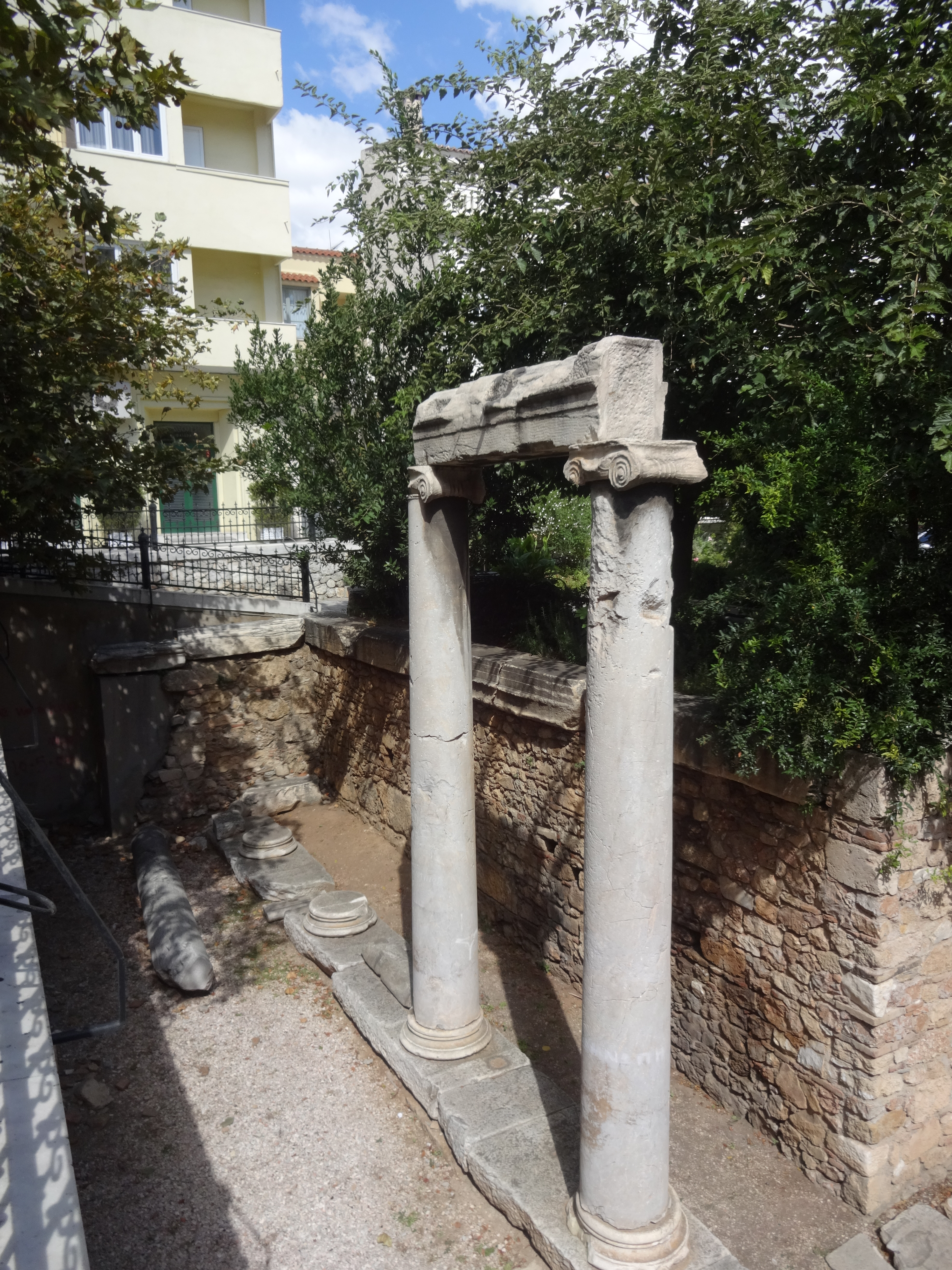
Античные руины на территории храма Св. Екатерины.

В римский период на территории перед сегодняшним храмом были построены римские бани, руины которых сохранились до сих пор во дворике с пальмами перед храмом. Также в углу двора можно увидеть останки римской колоннады.
Храм был построен в середине XI века на развалинах античного святилища Артемиды. В первоначальной своей форме, до последующих пристроек, храм являлся крестово–купольным вписанным храмом с четырьмя колоннами. Мраморный престол храма покоится на фрагменте древней колонны.
Храм первоначально был посвящён святым Феодорам (Стратилату и Тирону). В 1767 году афинский митрополит Варфоломей подарил пришедший в запущение храм монастырю Святой Екатерины на Синае в качестве подворья синайских монахов, посещавших Афины. Синаиты отремонтировали храм и посвятили его своей покровительнице, святой Екатерине. Они же посадили во дворе перед храмом пальмы, сохранившиеся до настоящего времени.
Храм пострадал в годы Греческой революции (1821-1829). Храм был восстановлен в 1839 году. При этом, с северной, южной и западной стороны храма были возведены пристройки и храм потерял свой первоначальный внешний вид. В 1889 году архиепископ синайский, Порфирий, принял просьбу прихожан храма и продал подворье Афинской митрополии, в половину его цены. 
Сегодняшний храм имеет три придела. Правый придел посвящен святому Антонию, левый — святой Софии и её святым дочерям. В храме сохранились фрески византийского периода.
В своё время в храме служил диаконом будущий Вселенский патриарх, Афинагор. 
Среди прихожан храма одним из самых известных был Иоаннис Макрияннис.

## Святыни
- Мощи мученика Полидора[6] (выставлены в храме), преподобномученика Анастасия Персиянина и мученика Трифона, перенесенные в храм из Малой Азии после Малоазийской катастрофы в 1922 году[5];
- Икона Иоанна Предтечи (Критская школа, XV век);
- Икона святой Екатерины (XVII век), находится в правом мраморном иконостасе;
- Икона Пресвятой Богородицы на троне, находится в левом мраморном иконостасе;
- Икона святой Екатерины на троне (XV - XVIII век), находится на правой стороне деревянного иконостаса;
- Икона святого Спиридона (Ионическая школа, XVIII век)[2];
- Серебряная икона святых Феодоров, находится слева в иконостасе[3].